# Tây Hồ, Hàng Châu
Tây Hồ (tiếng Trung: 西湖區, Hán Việt: Tây Hồ khu) là một quận của thành phố Hàng Châu, tỉnh Chiết Giang, Cộng hòa Nhân dân Trung Hoa. Quận này có diện tích 263 km2, dân số hơn 520.000 người, mã số bưu chính 310013 Quận lỵ đóng ở số 1 đường Chiết Đại. Quận Tây Hồ được chia thành các đơn vị hành chính gồm 7 nhai đạo, 45 trấn, 2 hương, 110 khu xã, 3 khu dân cư và 80 thôn hành chính.